# ATP-toernooi van Córdoba
De Córdoba Open was een tennistoernooi van de ATP Tour 250 van 2019 tot en met 2024. Het toernooi werd gespeeld in Córdoba, Argentinië. Het was de vervanger van het ATP-toernooi van Quito. Het toernooi behoorde tot de ‘Golden Swing’, een reeks graveltoernooien in Latijns-Amerika die plaatsvinden in de maand februari.
De licentiehouder van het toernooi, het Amerikaanse sportagentschap Octagon, heeft vanaf 2025 de ATP-licentie verhuurd aan het ATP-grastoernooi van Santa Ponça (Mallorca) in de maand juni, waarmee het toernooi van Córdoba tot een einde kwam. Het ATP-toernooi van Santa Ponça (Mallorca) had van 2021-2024 een tijdelijke ATP-licentie gekregen, die was gecreëerd vanwege de coronapandemie. Het ATP-toernooi van Santa Ponça (Mallorca) zou zonder de huur van de licentie van Octagon hebben moeten stoppen. De verplaatsing van het toernooi naar Mallorca, heeft onder andere te maken met het gebrek aan publieke belangstelling voor het toernooi van Córdoba.

## Winnaars enkelspel
| Jaar | Winnaar               | Runner-up            | Score         |
| ---- | --------------------- | -------------------- | ------------- |
| 2019 | Juan Ignacio Londero  | Guido Pella          | 3-6, 7-5, 6-1 |
| 2020 | Christian Garín       | Diego Schwartzman    | 2-6, 6-4, 6-0 |
| 2021 | Juan Manuel Cerúndolo | Albert Ramos Viñolas | 6-0, 2-6, 6-2 |
| 2022 | Albert Ramos Viñolas  | Alejandro Tabilo     | 4-6, 6-3, 6-4 |
| 2023 | Sebastián Báez        | Federico Coria       | 6-1, 3-6, 6-3 |
| 2024 | Luciano Darderi       | Facundo Bagnis       | 6-1, 6-4      |

## Winnaars dubbelspel
| Jaar | Winnaars                               | Runners-up                             | Score       |
| ---- | -------------------------------------- | -------------------------------------- | ----------- |
| 2019 | Roman Jebavý Andrés Molteni (1)        | Máximo González Horacio Zeballos       | 6-4, 7-6(4) |
| 2020 | Marcelo Demoliner Matwé Middelkoop     | Leonardo Mayer Andrés Molteni          | 6-3, 7-6(4) |
| 2021 | Rafael Matos Felipe Meligeni Alves     | Romain Arneodo Benoît Paire            | 6-4, 6-1    |
| 2022 | Santiago González Andrés Molteni (2)   | Andrej Martin Tristan-Samuel Weissborn | 7-5, 6-3    |
| 2023 | Máximo González Andrés Molteni (3)     | Sadio Doumbia Fabien Reboul            | 6-4, 6-4    |
| 2024 | Máximo González (2) Andrés Molteni (4) | Sadio Doumbia Fabien Reboul            | 6-4, 6-1    |

## Statistieken

### Meeste enkelspeltitels per land
| Aantal titels | Land       |
| ------------- | ---------- |
| 3             | Argentinië |
| 1             | Chili      |
| 1             | Spanje     |
| 1             | Italië     |

(Bijgewerkt t/m 2024)